# جیمز ویلسن
جیمز ویلسن (انگلیسی: James Wilson؛ زاده ۳ ژوئن ۱۸۰۵ – درگذشته ۱۱ اوت ۱۸۶۰) بانکدار، اقتصاددان، سیاست‌مدار، روزنامه‌نگار و کارآفرین اهل بریتانیا بود، که در سال ۱۸۴۳ هفته‌نامه اکونومیست را تأسیس کرد. وی از ۱۸۵۳ تا ۱۸۵۸ وزیر اقتصاد بریتانیا بود.